# Dolon

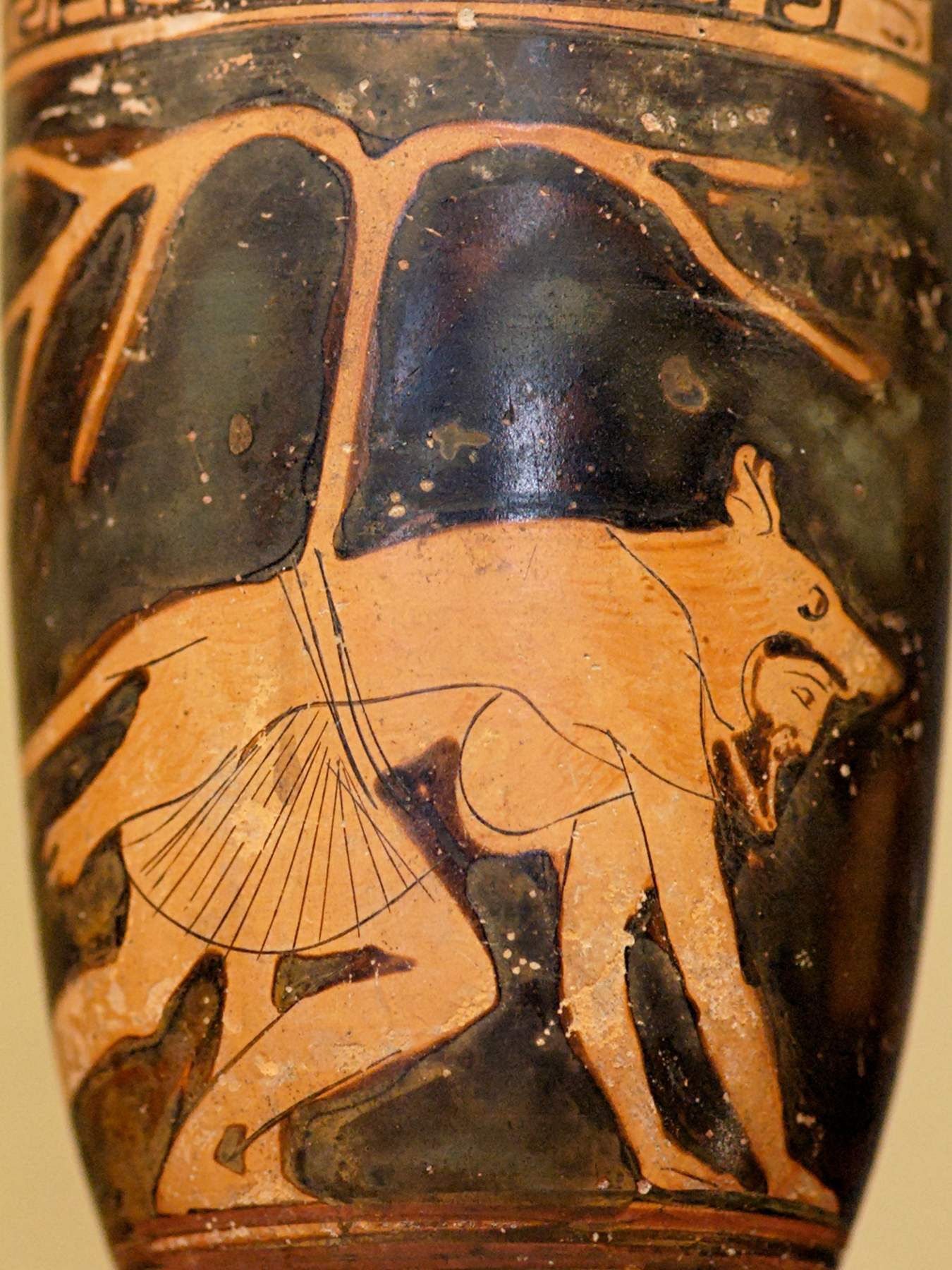
Dolon in wolfsvacht op een vaas uit ca. 460 v.o.t.

Dolon (Oudgrieks Δόλων) is in de Griekse mythologie rond de Trojaanse Oorlog een strijder aan de zijde van Troje. Zijn verhaal wordt verteld in de tiende zang van de Ilias, naar men vermoedt een zelfstandig dichtwerk dat na Homeros is ingevoegd. Om die episode draait ook het treurspel Resos.

## Mythologie
Dolon was de enige zoon van de heraut Eumelos. Hij wordt niet geroemd om zijn kracht maar is een bijzonder snelle loper. Wanneer Hector de strijdwagen van Achilles met de goddelijke paarden belooft aan wie in het kamp der Grieken gaat spioneren, geeft Dolon zich op. Hij vertrekt vermomd in een wolfsvacht, maar wordt verrast door Diomedes en Odysseus. Ze dwingen hem strategische informatie prijs te geven, waarna Diomedes zijn hoofd afhakt. Homeros beschrijft Dolon als lelijk, wat een morele lading insluit.
Hij komt ook aan bod in een tragedie die lang aan Euripides werd toegeschreven en Vergilius geeft hem in de Aeneis een zoon Eumedes, een metgezel van Aeneas in Italië die in een gevecht wordt gedood door Turnus.

## Antieke bronnen
- Homeros, Ilias, X.199-456
- Resos
- Pseudo-Apollodoros, Bibliotheke, IV.4
- Vergilius, Aeneis, XII.346-352

- Bibliothèque nationale de France: cb124806473 (data)
- Système universitaire de documentation: 034007237
- Virtual International Authority File: 307500358